# 石田敏明
石田 敏明（いしだ としあき、1950年12月1日 - ）は、日本の建築家。前橋工科大学大学院教授。神奈川大学工学研究所客員教授。（株）石田敏明建築設計事務所主宰。吉岡賞、JIA新人賞など多数受賞。

## 概要
住宅、集合住宅を得意とする建築家の一人である。専門分野は建築デザイン・コミュニティ空間。

## 略歴
広島県生まれ
- 1973年 広島工業大学工学部建築学科卒業。
- 1973 - 81年 （株）伊東豊雄建築設計事務所勤務。
- 1982年 （株）石田敏明建築設計事務所設立。
- 1993 - 96年 日本大学理工学部海洋建築工学科非常勤講師。
- 1995 - 96年 広島工業大学環境学部環境デザイン学科非常勤講師。
- 1997 - 2016年 前橋工科大学工学部建築学科教授。
- 2016 - 21年 神奈川大学工学部建築学科教授。
- 2022年 - 同大学工学研究所客員教授。
- 現在[いつ?]前橋工科大学名誉教授。広島工業大学環境学部環境デザイン学科非常勤講師。

## 受賞歴
- 1984年 SD Review 1984 入選/浦崎の家
- 1987年 住宅建築賞/茅ヶ崎の家
- 1988年 MCH住宅設計競技 一席
- 1992年 住宅建築賞 金賞/綱島の家
- 1996年 日本建築家協会JIA新人賞/NOSハウス
- 1996年 第12回吉岡賞/F4
- 1998年 千葉ニュータウン印西東消防分署指名設計競技 一等

## 主な作品
- 1986年 茅ケ崎の家（住宅建築賞）
- 1992年 綱島の家（住宅建築賞 金賞）
- 1993年 NOSハウス（JIA新人賞）
- 1995年 F4（吉岡賞）
- 1999年 小鮒ネーム刺繍店（JCDデザイン賞大賞）
- 2007年 前橋工科大学 クラブハウス（グッドデザイン賞）
- 2009年 ICHハウス（グッドデザイン賞）
- 2010年 T-10f（住まいのリフォームコンクール優秀賞）
- 2013年 soil（グッドデザイン賞）
- 2015年 シェアフラット馬場川（グッドデザイン賞）

## その他
- 村上徹（広島工業大学時代の先輩）の卒業設計を手伝う。

## 石田事務所出身の建築家
- 石黒由紀 - 前橋工科大学准教授
- 川辺直哉 - 東京理科大学、法政大学、芝浦工業大学、広島工業大学、東京電機大学非常勤講師
- 松尾 宙 - 早稲田大学芸術学校、武蔵野大学非常勤講師